# Mürringen
Mürringen (français Murrange) est un village de la Communauté germanophone de Belgique situé sur le territoire de la commune de Bullange en province de Liège.

## Description
Il s'agit du village le plus élevé de Belgique, culminant à 645 mètres.
En 2008, le village comptait 629 habitants, pour 222 habitations.
Jadis, il arrivait que le village soit coupé du monde plusieurs jours durant après une tempête de neige.

## Curiosités
- Église Saint-Antoine l'Ermite (1926), architecte Henry Cunibert.